# Ksar Ouled Oun (Maztouria)
Ne doit pas être confondu avec Ksar Ouled Oun (Beni Mhira).
Ksar Ouled Oun ou Ksar Zenndag est un ksar de Tunisie situé dans le gouvernorat de Tataouine.

## Localisation
Le ksar se situe sur une colline dans la vallée agricole de l'oued Zonndag.
Des grottes, un pressoir et la zaouïa de Sidi El Gabsi se trouvent à proximité.

## Histoire
La fondation du ksar est datée de 1705 selon Kamel Laroussi.

## Aménagement
Le ksar de forme semi-circulaire (45 mètres de diamètre) compte entre 96 et 220 ghorfas selon les sources, réparties principalement sur deux à trois étages.
Le complexe est restauré en 2007, même si certaines inscriptions ont disparu à cette occasion.